# Конфлан-Сент-Онорин

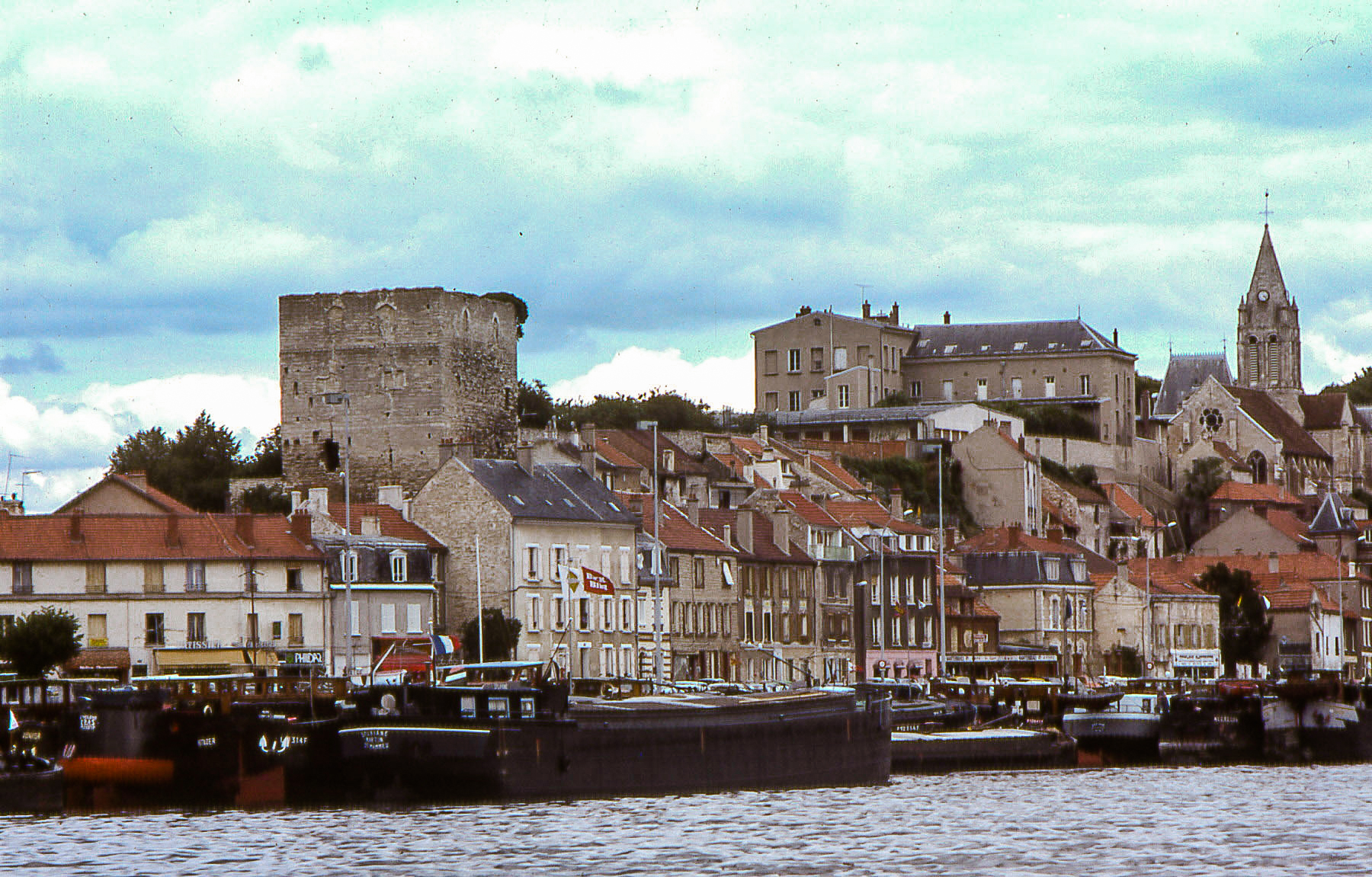

Конфлан-Сент-Онорин (фр. Conflans-Sainte-Honorine) — город во Франции.

## География и история
Город Конфлан-Сент-Онорин находится на севере Франции, в департаменте Ивелин региона Иль-де-Франс, в 27 километрах от Парижа, в 20 километрах к северу от Сен-Жермен-ан-Ле, на Сене. Близ этого города в Сену впадает Уаза. В административном отношении входит в округ Сен-Жермен-ан-Ле и кантон Конфлан-Сент-Онорин. Высота расположения в среднем 25 метров над уровнем моря.
Площадь города равна 9,9 км². Численность населения составляет 33.671 человек (на 2008 год). Плотность населения — 3.401 чел./км². Крупный речной порт.
На месте города в 876 году основан женский монастырь Сент-Онорина. В XIII столетии тут появилась деревня, принявшая это название.

## Города-партнёры
- Гроссаухайм
- Шиме
- Рамсгейт
- Тесава